# Taça de Portugal 2010-2011
La Taça de Portugal 2010-2011 è stata l'88ª edizione della Taça de Portugal di calcio. La competizione, iniziata il 4 settembre 2010, è terminata il 22 maggio 2011. La finale si è disputata allo stadio Nazionale di Jamor di Lisbona, e ha visto vincitore il Porto campione uscente. Il Vitoria, finalista sconfitto dai campioni nazionali, si è assicurato un posto in Europa League.

## Squadre qualificate
Le seguenti squadre competeranno per la stagione 2010-2011.
16 squadre della Primeira Liga 2010-2011:
| - Académica - Beira-Mar - Benfica - Braga - Marítimo - Nacional - Naval - Olhanense | - Paços Ferreira - Portimonense - Porto - Rio Ave - Sporting Lisbona - União Leiria - Vitória Guimarães - Vitória Setúbal |

16 squadre della Liga de Honra 2010-2011:
| - Arouca - Belenenses - Desp. Aves - Estoril Praia - Fátima - Feirense - Freamunde - Gil Vicente | - Leixões - Moreirense - Oliveirense - Penafiel - Santa Clara - Covilhã - Trofense - Varzim |

46 squadre della Segunda Divisão 2010-11:
| - Aliados Lordelo - Anadia - Andorinha - Atlético CP - Atlético Reguengos - Bragança - Camacha - Caniçal - Casa Pia - Carregado - Cesarense - Chaves | - Coimbrões - Eléctrico - Esmoriz - Fafe - Farense - Gondomar - Juventude de Évora - Lagoa - Louletano - Lousada - Macedo de Cavaleiros - Madalena | - Mafra - Merelinense - Oliveirense - Operário dos Açores - Oriental Lisbona - Padroense - Pampilhosa - Pinhalnovense - Pontassolense - Praiense - Real SC - Ribeirão | - Sertanense - Espinho - Sporting de Pombal - Tirsense - Tondela - Torreense - Tourizense - União Madeira - União da Serra - Vizela |

94 squadre della terza divisione portoghese:
| - C.D. 1º de Maio - S.U. 1º de Dezembro - Académico de Viseu - S.C. Agrense - A.D.R.C. Aguiar da Beira - Águias Moradal - S.C. Alba - Alcochetense - S.C.M Aljustrelense - F.C. Alpendorada - Amarante F.C. - F.C. Amares - A.C. Malveira - A.C. Toja - A.A. Avanca - G.D. Beira-Mar - Benfica e Castelo Branco - Boavista de São Mateus - F.C. Bom Sucesso - S.C.E. Bombarralense - S.C. Bustelo - C.C. Taipas - Caldas S.C. - C.S.D. Câmara de Lobos - S.D. Candal | - Capelense S.C. - C.D. Cinfães - C.D. Cova da Piedade - F.C. Crato - G.R. Cruzado Canicense - C.F. Esperança - A.D. Esposende - Estrela da Calheta F.C. - Estrela de Vendas Novas - G.D. Fabril - Famalicão - C.F. Fão - Fiães S.C. - U.D. Gândara - Joane - C.S. Juventude Gaula - Leça - Limianos - Lusitânia - Lusitânia F.C. - Machico - S.C. Maria da Fonte - A.C. Marinhense - S.C. Melgaçense - A.D. Messinense | - S.C. Mirandela - Mondinense F.C. - G.D.R. Monsanto - Moura A.C - A.D. Nogueirense - S.C. Odemirense - Odivelas - Oeiras - G.D. Oliveira de Frades - Oliveira do Bairro S.C. - C.F. Oliveira do Douro - Paredes - S.C. Penalva do Castelo - Peniche - Pescadores da Caparica - C.D. Portosantense - Prainha F.C. - Rebordosa A.C. - C.A. Riachense - C.D. Ribeira Brava - A.C. São João de Ver - S.G. Sacavenense - U.D. Sampedrense - S.C. Santacruzense - Santa Maria F.C | - U.D. Santana - Santiago F.C. - G.D. Serzedelo - Sesimbra - Sintrense - G.D. Sourense - U.D. Sousense - S.C. Ideal - U.D. Tocha - C.U. Micaelense - G.U.S Montemor - S.C. Valenciano - S.C. Vianense - Vieira S.C. - G.R. Vigor Mocidade - A.C. Vila Meã - Vilanovense - Vitória F.C. Pico - A.D. Os Xavelhas |

## Primo turno
Le partite si sono giocate il 4 e 5 settembre 2010.

## Secondo turno
Le partite sono state giocate il 18 e 19 settembre 2010.

## Terzo turno
Le partite sono state giocate il 10, 16 e 17 ottobre ed il 23 dicembre 2010.

## Sedicesimi di finale
Le gare di andata sono state disputate il 21 novembre, il 12 dicembre 2010 ed il 5 gennaio 2011.

## Ottavi di finale
Le gare di andata sono state disputate l'11 e 12 dicembre 2010 ed il 12 gennaio 2011.

## Quarti di finale
Le gare di andata si sono disputate il 12, 26, 27 e 28 gennaio 2011.
| Squadra 1   | Risultato | Squadra 2         |
| ----------- | --------- | ----------------- |
| Porto       | 2 - 0     | Pinhalnovense     |
| Rio Ave     | 0 - 2     | Benfica           |
| Merelinense | 0 - 2     | Vitória Guimarães |
| Académica   | 3 - 2     | Vitória Setúbal   |

## Semifinali
Le gare di andata si sono disputate il 2 e 3 febbraio 2011, mentre quelle di ritorno il 27 marzo e 20 aprile 2011.
| Squadra 1         | Totale      | Squadra 2 | Andata | Ritorno |
| ----------------- | ----------- | --------- | ------ | ------- |
| Porto             | 3 - 3 (gfs) | Benfica   | 0 - 2  | 3 - 1   |
| Vitória Guimarães | 1 - 0       | Académica | 1 - 0  | 0 - 0   |

## Finale
| Lisbona 22 maggio 2011, ore 17:00 UTC+1                                                                                       | Vitória Guimarães | 2 – 6 referto                                               | Porto | Stadio Nazionale di Jamor |
| \| \| \| \| \| Á. Pereira 21’ (aut.) Edgar 23’ \| Marcatori \| 2’, 45+2’, 73’ J. Rodríguez 22’ Varela 35’ Rolando 43’ Hulk \| |                   |                                                             |       |                           |
| |                   |                                                             |       |                           |
| Á. Pereira 21’ (aut.) Edgar 23’                                                                                               | Marcatori         | 2’, 45+2’, 73’ J. Rodríguez 22’ Varela 35’ Rolando 43’ Hulk |       |                           |

| Vitória Guimarães | Porto |

### Formazioni
| Vitória Guimarães |    |                  |     |
|                   |    |                  |     |
| POR               | 1  | Nilson           |     |
| TD                | 2  | Freire           |     |
| DC                | 40 | João Paulo       |     |
| DC                | 79 | Alex ()          |     |
| TS                | 33 | Anderson         |     |
| CEN               | 11 | Renan            | 46’ |
| CEN               | 28 | Cléber           | 56’ |
| CC                | 10 | Rui Miguel       |     |
| AD                | 7  | Tiago Targino    | 58’ |
| AS                | 20 | Faouzi Abdelghni |     |
| ATT               | 29 | Edgar            |     |
| A disposizione:   |    |                  |     |
| POR               | 83 | Douglas          |     |
| CEN               | 25 | João Ribeiro     |     |
| CEN               | 26 | Flávio Meireles  |     |
| CC                | 80 | João Alves       | 46’ |
| DC                | 44 | Mahamadou Ndiaye |     |
| CEN               | 90 | Marcelo Toscano  | 58’ |
| CC                | 14 | Jorge Ribeiro    | 56’ |
| A disposizione:   |    |                  |     |
| Manuel Machado    |    |                  |     |

| Porto             |    |                    |     |     |
|                   |    |                    |     |     |
| POR               | 24 | Beto               |     |     |
| TD                | 21 | Cristian Săpunaru  |     |     |
| DC                | 4  | Maicon             |     |     |
| DC                | 14 | Rolando            |     |     |
| TS                | 5  | Álvaro Pereira     |     |     |
| CEN               | 25 | Fernando           | 45’ | 46’ |
| CC                | 7  | Fernando Belluschi |     | 63’ |
| CC                | 8  | João Moutinho      |     |     |
| TRQ               | 19 | James Rodríguez    |     |     |
| ATT               | 17 | Silvestre Varela   |     | 76’ |
| ATT               | 12 | Hulk ()            | 30’ |     |
| A disposizione:   |    |                    |     |     |
| POR               | 1  | Helton             |     |     |
| DC                | 16 | Henrique Sereno    |     |     |
| CEN               | 23 | Souza              | 74’ | 63’ |
| CC                | 6  | Fredy Guarín       |     | 46’ |
| CC                | 28 | Rúben Micael       |     |     |
| ATT               | 11 | Mariano González   |     | 76’ |
| ATT               | 18 | Walter             |     |     |
| Allenatore:       |    |                    |     |     |
| André Villas-Boas |    |                    |     |     |